# Prasmodon masoni
Prasmodon masoni (лат.) — вид мелких наездников подсемейства Microgastrinae из семейства Braconidae (Ichneumonoidea). Видовое название masoni дано в честь канадского энтомолога Уильяма Ричардсона Мейсона (Mason W. R. M.), крупного специалиста по браконидам мировой фауны.

## Распространение
Неотропика (Бразилия).

## Описание
Паразитические наездники крупных для микрогастерин размеров. Длина тела 3,5—4,0 мм, длина переднего крыла 3,7—4,2 мм. Основная окраска желтовато-оранжевая. От близких таксонов отличается коротким яйцекладом (его длина равна 0,3 от длины задней голени), затемнёнными буроватыми жгутиком и жёлтым скапусом усика, желтоватыми ногами (включая задние голени), полностью однотонной светлой окраски груди, головы и брюшка; тёмной птеростигмой и жилкам крыла. Паразитируют предположительно на гусеницах бабочек.
Яйцеклада равен около половины от длины задней голени; первый тергит гладкий; второй тергит поперечный. Переднее крыло с закрытым ареолетом (вторая субмаргинальная ячейка). Проподеум с морщинками и гладкими местами. Лунулы треугольные. Нотаули глубокие. Жгутик усика 16-члениковый. Нижнечелюстные щупики 5-члениковые, нижнегубные щупики состоят из 3 сегментов. Дыхальца первого брюшного тергиты находятся на латеротергитах.